# Harry Saputra
Harry Saputra (Giacarta, 11 giugno 1981) è un ex calciatore indonesiano, di ruolo difensore.

## Carriera

### Club
Comincia a giocare al PSB Bogor. Nel 1999 si trasferisce al Persija. Nel 2001 passa al Persib. Nel 2003 viene acquistato dal Persikota Tangerang. Nel 2006 si trasferisce allo PSIM. Nel 2007 passa allo Sriwijaya. Nel 2008 viene acquistato dal Persema Malang. Nel 2009 si trasferisce al PSMS Medan. Nel 2010 passa al Tangerang Wolves. Nel 2011 si accasa al Persibo. Nel 2013 si trasferisce al Persebaya Surabaya. Nel 2014 viene acquistato dal Martapura.

### Nazionale
Ha debuttato in nazionale nel 2002. Ha partecipato, con la nazionale, alla Coppa d'Asia 2004 e alla Coppa d'Asia 2007. Ha collezionato in totale, con la maglia della nazionale, 20 presenze.